# Chilo vergilius
Chilo vergilius là một loài bướm đêm trong họ Crambidae.